# Looft
Looft ist eine Gemeinde im Kreis Steinburg in Schleswig-Holstein.

## Geografie
Das Gemeindegebiet von Looft erstreckt sich im Naturraum Heide-Itzehoer Geest (Haupteinheit Nr. 693) etwa 10 km nördlich von Itzehoe an der Bekau.
Weitere Wasserläufe sind der Nonnenbach, der Lammsbek, der Schönbek, der Siersbek, der Reihnkampsbach, der Voßbergsbach und der Tannenwiesenbach.
Die Gemeinde Looft gliedert sich siedlungsgeographisch in mehrere Wohnplätze. Neben dem namenstiftenden Dorf befinden sich auch die Häusergruppe Kathstelle und die Höfesiedlungen Schönbek und Teichkate im Gemeindegebiet.
Sie wird umschlossen von den Gemeindegebieten von:
| Pöschendorf | Christinenthal                              | Reher   |
|             | Kompassrose, die auf Nachbargemeinden zeigt | Peissen |
|             | Drage                                       |         |

## Geschichte
Die Dörfer in der Gegend von Looft sind in verschiedenen Zeiträumen entstanden und haben dabei verschiedene Formen entwickelt. Die Besonderheiten der Landschaft, der Verlauf der Auen und Wege und der einst wassergefüllten Täler haben diese Entwicklung beeinflusst. Laut der Schleswig-Holstein-Topographie von 2005 bezeugen Flintartefakte wie Beile und Flintdolche die Anwesenheit von Menschen auf dem heutigen Gemeindegebiet schon in der Jungsteinzeit (etwa 4300 bis 2300 vor Christus). Als eindrucksvolle Zeugen ihrer Bestattungskultur hinterließen sie unter anderem ein sogenanntes Riesenbett (länglicher Grabhügel mit mehreren Steinkammern). Diese Grabstelle befindet sich im östlichen Teil der Gemarkung im Staatsforst Scharfenhorn. Es ist allerdings überwiegend zerstört. Neben diesem Riesenbett befanden sich in Looft noch mehrere Hügelgräber (Hünengräber) aus der Jungsteinzeit und der Bronzezeit (etwa 2300 bis 1600 vor Christus), die allerdings zwischenzeitlich eingeebnet wurden. Aus einem Grab stammen zwei Bronzeschwerter und ein Bronzedolch, die 1887 gefunden wurden. In einem weiteren Hügel fanden Ausgräber 1893 eine Speerspitze, einen Dolch und ein Schwert. Reste von Eisenschlacken, die 1976 gefunden wurden, deuten auf eine vorgeschichtliche Eisenverhüttung hin.
Die vorgeschichtlichen Bewohner der Landschaft legten ihre Siedlungen gern auf Sandhöhen an, die von Wiesen und sumpfigem Gelände umgeben waren. Das Dorf Looft selbst liegt in Höhen von 6 bis 14 Metern über NN und die höchste Erhebung der Gemarkung, der Bollsberg, kann immerhin eine Höhe von 33 Meter über NN aufweisen. Obwohl dieser Berg seit Generationen Rolfsberg genannt wird, steht in den offiziellen Flurkarten Bollsberg. Der Platz für ihren Wohnsitz musste den Bewohnern Nahrung bieten, ihnen die Möglichkeit geben, sich in kalter Jahreszeit gegen die Kälte zu schützen, ihnen Baumaterial für ihre Behausungen und für diese wiederum feste Bauplätze gewähren. Einen solchen Siedlungsplatz stellte wohl auch die Gemarkung dar. Die Bekau sorgte für die Bewässerung der Wiesen, lieferte Fische und bot genügend Trinkwasser für Mensch und Tier. In dem östlich gelegenen Moor- und Heidegebiet konnten sich die Menschen Torf machen und Heide als Streu fürs Vieh gewinnen. Da der Ortsname Looft nach allen bisherigen Erkenntnissen auf das Vorhandensein von großen Wald- und Gehölzflächen schließen lässt, kann man davon ausgehen, dass hier auch genug Holz als Bau- und Brennmaterial zur Verfügung stand. Nach der Größe der Gemarkung und ihrer Namensform zu schließen, gehören Drage und Looft zu den ältesten Ansiedlungen im Holstengau. Looft wird 1281 erstmals erwähnt und hier als „Lovethe“ bezeichnet, das von „Loof gleich Laub“ abgeleitet Gehölz oder Wald mit Laubbäumen bedeutet. Weiter könnte der Name mit Lohe, dem Gerbstoff in der Baumrinde, in Verbindung gebracht werden.

## Politik

### Gemeindevertretung
Bei der Kommunalwahl am 14. Mai 2023 wurden insgesamt neun Sitze vergeben. Von diesen erhielt die CDU vier Sitze, die Allgemeine Alternative Wählergemeinschaft Looft erhielt drei Sitze und die Allgemeine Wählergemeinschaft Looft erhielt zwei Sitze.

### Wappen
Blasonierung: „Durch einen erniedrigten silbernen Wellenbalken von Blau und Rot geteilt. Oben eine silberne Doppeleiche, unten ein linksgewendetes, liegendes goldenes bronzezeitliches Schwert.“
Die Doppeleiche in der Ortsmitte der Gemeinde Looft wurde 1928 als Sinnbild für die unauflösliche Verbindung bzw. unteilbare Einheit Schleswig und Holsteins gepflanzt. Der Wellenbalken symbolisiert die Bekau, die durch das Gemeindegebiet fließt. Das goldene Schwert im Schildfuß verweist auf einen archäologischen Grabungsfund in der Gemarkung Looft. Weitere vorgeschichtliche Funde im Gemeindegebiet belegen eine frühe Besiedlung dieser Region. Die Farben Blau, Weiß und Rot bringen die Landeszugehörigkeit zum Ausdruck.

## Verkehr
Durch das Gemeindegebiet von  Looft führt die Steinburger Kreisstraße 71 zwischen Christinenthal (Abzweigung von der Bundesstraße 430) (im Norden) und dem Ort Hohenaspe (im Süden).